# Nordik Ruhi
Nordik Ruhi (Tirana, 24 agosto 1970) è un ex calciatore albanese, di ruolo difensore.

## Carriera

### Nazionale
Ha collezionato una presenza con la Nazionale albanese.